# Claudias sommarlov
Claudias sommarlov (DVD-titel; även kallad Lolitans sommarlov) är en svensk porrfilm från 2001 regisserad av Mike Beck.

## Rollista
- Dora Venter – Claudia Wennström
- Alexandra Hjort – turisten
- Louise Hansson – väninnan
- Jennifer Andersson – granndottern
- Aya Nielsen – nunnan
- Ingrid Swede – tant Ingrid
- Marina Linder – bonddottern
- Rebecca Star – sommarjobbaren
- Shavon Smith – au pairen
- Göran Vänster – bonden
- Samson Biceps – drängen
- Belsky Hård – veterinären
- Porno Lasse – grannsonen
- Ray Sørensen – gårdskarlen

### Webbkällor
- Claudias sommarlov på Internet Movie Database (engelska)